# Classifica dei marcatori della Primera División (Spagna)
La seguente è una classifica dei marcatori della Primera División spagnola.

## Classifica generale
Di seguito è riportata la classifica dei giocatori che nella storia della Primera División hanno realizzato almeno 100 reti. L'elenco tiene conto dei campionati a partire dal 1928-1929 fino ad oggi. In grassetto sono riportati i calciatori tuttora militanti in Primera División e i club per i quali giocano.
Statistiche aggiornate al 13 aprile  2025. 
|    | Naz.                                                                                   | Nome                                                                                   | Reti                                                                                   | Pres.                                                                                  | Media                                                                                  | Anni                                                                                   | Reti per squadra                                                                                            |
| -- | -------------------------------------------------------------------------------------- | -------------------------------------------------------------------------------------- | -------------------------------------------------------------------------------------- | -------------------------------------------------------------------------------------- | -------------------------------------------------------------------------------------- | -------------------------------------------------------------------------------------- | --- |
| 1  | Argentina (bandiera)                                                                   | Lionel Messi                                                                           | 474                                                                                    | 520                                                                                    | 0.91                                                                                   | 2004-2021                                                                              | 474 Barcellona                                                                                              |
| 2  | Portogallo (bandiera)                                                                  | Cristiano Ronaldo                                                                      | 311                                                                                    | 292                                                                                    | 1.07                                                                                   | 2009-2018                                                                              | 311 Real Madrid                                                                                             |
| 3  | Spagna (bandiera)                                                                      | Telmo Zarra                                                                            | 251                                                                                    | 277                                                                                    | 0,91                                                                                   | 1940-1955                                                                              | 251 Athletic Bilbao                                                                                         |
| 4  | Francia (bandiera)                                                                     | Karim Benzema                                                                          | 238                                                                                    | 439                                                                                    | 0,54                                                                                   | 2009-2023                                                                              | 238 Real Madrid                                                                                             |
| 5  | Messico (bandiera)                                                                     | Hugo Sánchez                                                                           | 234                                                                                    | 347                                                                                    | 0,67                                                                                   | 1981-1992 1993-1994                                                                    | 54 Atlético Madrid, 164 Real Madrid, 16 Rayo Vallecano                                                      |
| 6  | Spagna (bandiera)                                                                      | Raúl                                                                                   | 228                                                                                    | 550                                                                                    | 0,41                                                                                   | 1994-2010                                                                              | 228 Real Madrid                                                                                             |
| 7  | Argentina (bandiera) · Spagna (bandiera)                                               | Alfredo Di Stéfano                                                                     | 227                                                                                    | 329                                                                                    | 0,69                                                                                   | 1953-1966                                                                              | 216 Real Madrid, 11 Espanyol                                                                                |
| 8  | Spagna (bandiera)                                                                      | César                                                                                  | 221                                                                                    | 353                                                                                    | 0,63                                                                                   | 1941-1956 1959-1960                                                                    | 23 Granada, 190 Barcellona, 3 Leonesa, 5 Elche                                                              |
| 9  | Spagna (bandiera)                                                                      | Quini                                                                                  | 219                                                                                    | 448                                                                                    | 0,49                                                                                   | 1970-1976 1977-1987                                                                    | 165 Sporting Gijón, 54 Barcellona                                                                           |
| 10 | Spagna (bandiera)                                                                      | Pahiño                                                                                 | 214                                                                                    | 278                                                                                    | 0,77                                                                                   | 1943-1956                                                                              | 57 Celta Vigo, 111 Real Madrid, 46 Deportivo La Coruña                                                      |
| 11 | Francia (bandiera)                                                                     | Antoine Griezmann                                                                      | 198                                                                                    | 523                                                                                    | 0,38                                                                                   | 2010-oggi                                                                              | 40 Real Sociedad, 136 Atlético Madrid, 22 Barcellona                                                        |
| 12 | Spagna (bandiera)                                                                      | Mundo                                                                                  | 195                                                                                    | 229                                                                                    | 0,85                                                                                   | 1935-1936 1939-1951                                                                    | 186 Valencia, 9 Alcoyano                                                                                    |
| 13 | Spagna (bandiera)                                                                      | Santillana                                                                             | 186                                                                                    | 461                                                                                    | 0,40                                                                                   | 1971-1988                                                                              | 186 Real Madrid                                                                                             |
| 14 | Spagna (bandiera)                                                                      | David Villa                                                                            | 185                                                                                    | 353                                                                                    | 0,52                                                                                   | 2003-2014                                                                              | 32 Saragozza, 107 Valencia, 33 Barcellona, 13 Atlético Madrid                                               |
| 15 | Spagna (bandiera)                                                                      | Guillermo Gorostiza                                                                    | 182                                                                                    | 255                                                                                    | 0,71                                                                                   | 1929-1936 1939-1946                                                                    | 110 Athletic Bilbao, 72 Valencia                                                                            |
| 15 | Spagna (bandiera)                                                                      | Juan Arza*                                                                             | 182                                                                                    | 349                                                                                    | 0,52                                                                                   | 1943-1959                                                                              | 182 Siviglia                                                                                                |
| 17 | Uruguay (bandiera)                                                                     | Luis Suárez                                                                            | 179                                                                                    | 258                                                                                    | 0,69                                                                                   | 2014-2022                                                                              | 147 Barcellona, 32 Atlético Madrid                                                                          |
| 18 | Spagna (bandiera)                                                                      | Iago Aspas                                                                             | 163                                                                                    | 381                                                                                    | 0,43                                                                                   | 2012-2013 2014-oggi                                                                    | 161 Celta Vigo, 2 Siviglia                                                                                  |
| 19 | Camerun (bandiera)                                                                     | Samuel Eto'o                                                                           | 162                                                                                    | 280                                                                                    | 0,58                                                                                   | 1998-2009                                                                              | 54 Maiorca, 108 Barcellona                                                                                  |
| 20 | Spagna (bandiera)                                                                      | Luis Aragonés                                                                          | 160                                                                                    | 359                                                                                    | 0,44                                                                                   | 1960-1975                                                                              | 4 Real Oviedo, 33 Betis, 123 Atlético Madrid                                                                |
| 21 | Spagna (bandiera)                                                                      | Aritz Aduriz                                                                           | 158                                                                                    | 443                                                                                    | 0,36                                                                                   | 2002-2003 2005-2020                                                                    | 118 Athletic Bilbao, 23 Maiorca, 17 Valencia                                                                |
| 22 | Ungheria (bandiera) · Spagna (bandiera)                                                | Ferenc Puskás                                                                          | 156                                                                                    | 180                                                                                    | 0,87                                                                                   | 1958-1967                                                                              | 156 Real Madrid                                                                                             |
| 23 | Spagna (bandiera)                                                                      | Julio Salinas                                                                          | 152                                                                                    | 417                                                                                    | 0,36                                                                                   | 1982-1997 1998-2000                                                                    | 13 Athletic Bilbao, 31 Atlético Madrid, 60 Barcellona, 12 Deportivo La Coruña, 24 Sporting Gijón, 12 Alavés |
| 24 | Spagna (bandiera)                                                                      | Adrián Escudero*                                                                       | 150                                                                                    | 287                                                                                    | 0,52                                                                                   | 1945-1958                                                                              | 150 Atlético Madrid                                                                                         |
| 25 | Spagna (bandiera)                                                                      | Dani*                                                                                  | 147                                                                                    | 333                                                                                    | 0,44                                                                                   | 1945-1958                                                                              | 147 Athletic Bilbao                                                                                         |
| 26 | Spagna (bandiera)                                                                      | Raúl Tamudo                                                                            | 146                                                                                    | 407                                                                                    | 0,36                                                                                   | 1996-1998 1999-2012 2013                                                               | 129 Espanyol, 7 Real Sociedad, 10 Rayo Vallecano                                                            |
| 27 | Spagna (bandiera)                                                                      | Silvestre Igoa*                                                                        | 141                                                                                    | 284                                                                                    | 0,50                                                                                   | 1941-1956                                                                              | 81 Valencia, 60 Real Sociedad                                                                               |
| 28 | Spagna (bandiera)                                                                      | Manuel Badenes*                                                                        | 139                                                                                    | 199                                                                                    | 0,70                                                                                   | 1946-1949 1950-1959                                                                    | 4 Castellón, 6 Barcellona, 90 Valencia, 35 Real Valladolid, 4 Sporting Gijón                                |
| 28 | Spagna (bandiera)                                                                      | Juan Araújo Pino*                                                                      | 139                                                                                    | 207                                                                                    | 0,67                                                                                   | 1945-1956                                                                              | 139 Siviglia                                                                                                |
| 28 | Spagna (bandiera)                                                                      | José Mari Bakero                                                                       | 139                                                                                    | 483                                                                                    | 0,29                                                                                   | 1980-1997                                                                              | 67 Real Sociedad, 72 Barcellona                                                                             |
| 31 | Cecoslovacchia (bandiera) · Ungheria (bandiera) · Spagna (bandiera)                    | László Kubala                                                                          | 138                                                                                    | 215                                                                                    | 0,64                                                                                   | 1950-1964                                                                              | 131 Barcellona, 7 Espanyol                                                                                  |
| 32 | Spagna (bandiera)                                                                      | José Luis Panizo                                                                       | 136                                                                                    | 325                                                                                    | 0,42                                                                                   | 1939-1955                                                                              | 136 Athletic Bilbao                                                                                         |
| 33 | Spagna (bandiera)                                                                      | Ismael Urzaiz                                                                          | 133                                                                                    | 440                                                                                    | 0,30                                                                                   | 1990-1994 1995-2007                                                                    | 1 Albacete, 1 Celta Vigo, 1 Rayo Vallecano, 14 Espanyol, 116 Athletic Bilbao                                |
| 34 | Spagna (bandiera)                                                                      | Joaquín Murillo*                                                                       | 132                                                                                    | 226                                                                                    | 0,58                                                                                   | 1954-1964                                                                              | 44 Real Valladolid, 88 Saragozza                                                                            |
| 34 | Spagna (bandiera)                                                                      | Jesús María Satrústegui                                                                | 132                                                                                    | 294                                                                                    | 0,45                                                                                   | 1973-1986                                                                              | 132 Real Sociedad                                                                                           |
| 36 | Spagna (bandiera)                                                                      | Fernando Ansola*                                                                       | 130                                                                                    | 323                                                                                    | 0,40                                                                                   | 1959-1975                                                                              | 8 Real Oviedo, 54 Betis, 34 Valencia, 34 Real Sociedad                                                      |
| 37 | Bulgaria (bandiera)                                                                    | Ljuboslav Penev                                                                        | 129                                                                                    | 305                                                                                    | 0,42                                                                                   | 1989-1999                                                                              | 67 Valencia, 16 Atlético Madrid, 32 Compostela, 14 Celta Vigo                                               |
| 37 | Spagna (bandiera)                                                                      | Roberto Soldado                                                                        | 129                                                                                    | 323                                                                                    | 0,40                                                                                   | 2003-2013 2015-2017 2019-2022                                                          | 2 Real Madrid, 11 Osasuna, 29 Getafe, 59 Valencia, 9 Villarreal, 16 Granada, 3 Levante                      |
| 39 | Uruguay (bandiera)                                                                     | Diego Forlán                                                                           | 128                                                                                    | 240                                                                                    | 0,53                                                                                   | 2004-2012                                                                              | 54 Villarreal, 74 Atlético Madrid                                                                           |
| 39 | Spagna (bandiera)                                                                      | Francisco Gento                                                                        | 128                                                                                    | 437                                                                                    | 0,29                                                                                   | 1952-1971                                                                              | 2 Racing Santander, 126 Real Madrid                                                                         |
| 41 | Spagna (bandiera)                                                                      | Francisco Campos Salamanca*                                                            | 127                                                                                    | 204                                                                                    | 0,62                                                                                   | 1940-1948 1951-1952                                                                    | 120 Atlético Madrid, 7 Sporting Gijón                                                                       |
| 41 | Spagna (bandiera)                                                                      | Herrerita*                                                                             | 127                                                                                    | 230                                                                                    | 0,55                                                                                   | 1933-1936 1939-1950                                                                    | 117 Real Oviedo, 9 Barcellona                                                                               |
| 41 | Spagna (bandiera)                                                                      | Eneko Arieta*                                                                          | 127                                                                                    | 243                                                                                    | 0,52                                                                                   | 1951-1966                                                                              | 127 Athletic Bilbao                                                                                         |
| 41 | Spagna (bandiera)                                                                      | Álvaro Negredo                                                                         | 127                                                                                    | 361                                                                                    | 0,35                                                                                   | 2007-2013 2014-2016 2020-2024                                                          | 31 Almería, 70 Siviglia, 10 Valencia, 16 Cadice                                                             |
| 45 | Argentina (bandiera)                                                                   | Mario Kempes                                                                           | 126                                                                                    | 222                                                                                    | 0,57                                                                                   | 1976-1981 1982-1986                                                                    | 116 Valencia, 10 Hércules                                                                                   |
| 46 | Spagna (bandiera)                                                                      | Epi*                                                                                   | 124                                                                                    | 334                                                                                    | 0,37                                                                                   | 1933-1936 1939-1950                                                                    | 78 Valencia, 46 Real Sociedad                                                                               |
| 46 | Spagna (bandiera)                                                                      | Pirri                                                                                  | 124                                                                                    | 418                                                                                    | 0,30                                                                                   | 1964-1980                                                                              | 124 Real Madrid                                                                                             |
| 48 | Spagna (bandiera)                                                                      | Emilio Butragueño                                                                      | 123                                                                                    | 341                                                                                    | 0,36                                                                                   | 1983-1995                                                                              | 123 Real Madrid                                                                                             |
| 49 | Spagna (bandiera)                                                                      | Fernando Morientes                                                                     | 122                                                                                    | 328                                                                                    | 0,37                                                                                   | 1993-2005 2006-2009                                                                    | 3 Albacete, 28 Saragozza, 72 Real Madrid, 19 Valencia                                                       |
| 50 | Spagna (bandiera)                                                                      | Gerard Moreno                                                                          | 121                                                                                    | 318                                                                                    | 0,38                                                                                   | 2014-oggi                                                                              | 36 Espanyol, 85 Villarreal                                                                                  |
| 51 | Spagna (bandiera)                                                                      | Agustín Gaínza*                                                                        | 120                                                                                    | 381                                                                                    | 0,31                                                                                   | 1940-1959                                                                              | 120 Athletic Bilbao                                                                                         |
| 52 | Spagna (bandiera)                                                                      | Amancio                                                                                | 118                                                                                    | 344                                                                                    | 0,34                                                                                   | 1962-1976                                                                              | 118 Real Madrid                                                                                             |
| 53 | Brasile (bandiera)                                                                     | Ronaldo                                                                                | 116                                                                                    | 164                                                                                    | 0,71                                                                                   | 1996-1997 2002-2007                                                                    | 34 Barcellona, 82 Real Madrid                                                                               |
| 53 | Spagna (bandiera)                                                                      | Rafael Marañón*                                                                        | 116                                                                                    | 308                                                                                    | 0,38                                                                                   | 1970-1983                                                                              | 5 Real Madrid, 111 Espanyol                                                                                 |
| 55 | Brasile (bandiera)                                                                     | Waldo*                                                                                 | 115                                                                                    | 216                                                                                    | 0,53                                                                                   | 1961-1970                                                                              | 115 Valencia                                                                                                |
| 56 | Spagna (bandiera)                                                                      | José Juncosa*                                                                          | 114                                                                                    | 232                                                                                    | 0,49                                                                                   | 1942-1955                                                                              | 34 Espanyol, 80 Atlético Madrid                                                                             |
| 56 | Croazia (bandiera)                                                                     | Davor Šuker                                                                            | 114                                                                                    | 239                                                                                    | 0,48                                                                                   | 1991-1999                                                                              | 76 Siviglia, 38 Real Madrid                                                                                 |
| 58 | Spagna (bandiera)                                                                      | Carlos Muñoz Cobo                                                                      | 111                                                                                    | 314                                                                                    | 0,35                                                                                   | 1983-1987 1988-1996                                                                    | 5 Elche, 5 Hércules, 4 Real Murcia, 4 Atlético Madrid, 93 Real Oviedo                                       |
| 58 | Spagna (bandiera)                                                                      | Pedro Uralde                                                                           | 111                                                                                    | 333                                                                                    | 0,33                                                                                   | 1978-1990 1991-1992                                                                    | 62 Real Sociedad, 8 Atlético Madrid, 34 Bilbao Athletic, 7 Deportivo La Coruña                              |
| 58 | Spagna (bandiera)                                                                      | José Ángel Ziganda                                                                     | 111                                                                                    | 381                                                                                    | 0,29                                                                                   | 1987-1998 2000-2001                                                                    | 35 Osasuna, 76 Athletic Bilbao                                                                              |
| 58 | Spagna (bandiera)                                                                      | Roberto López Ufarte                                                                   | 111                                                                                    | 406                                                                                    | 0,27                                                                                   | 1975-1989                                                                              | 101 Real Sociedad, 8 Atlético Madrid, 2 Betis                                                               |
| 58 | Spagna (bandiera)                                                                      | Raúl García                                                                            | 111                                                                                    | 609                                                                                    | 0,18                                                                                   | 2005-2024                                                                              | 20 Osasuna, 26 Atlético Madrid, 65 Athletic Bilbao                                                          |
| 63 | Uruguay (bandiera)                                                                     | Cristhian Stuani                                                                       | 110                                                                                    | 323                                                                                    | 0,33                                                                                   | 2010-2015 2017-2019 2022-oggi                                                          | 8 Levante, 9 Racing Santander, 25 Espanyol, 68 Girona                                                       |
| 64 | Spagna (bandiera)                                                                      | José Luis Artetxe                                                                      | 108                                                                                    | 276                                                                                    | 0,39                                                                                   | 1950-1965                                                                              | 108 Athletic Bilbao                                                                                         |
| 65 | Spagna (bandiera)                                                                      | Bata                                                                                   | 107                                                                                    | 118                                                                                    | 0,91                                                                                   | 1929-1936                                                                              | 107 Athletic Bilbao                                                                                         |
| 65 | Argentina (bandiera)                                                                   | Gonzalo Higuaín                                                                        | 107                                                                                    | 190                                                                                    | 0,56                                                                                   | 2007-2013                                                                              | 107 Real Madrid                                                                                             |
| 65 | Brasile (bandiera)                                                                     | Rivaldo                                                                                | 107                                                                                    | 198                                                                                    | 0,54                                                                                   | 1996-2002                                                                              | 21 Deportivo La Coruña, 86 Barcellona                                                                       |
| 65 | Spagna (bandiera)                                                                      | Pichi*                                                                                 | 107                                                                                    | 261                                                                                    | 0,41                                                                                   | 1978-1989                                                                              | 70 Saragozza, 12 Barcellona, 25 Espanyol                                                                    |
| 69 | Spagna (bandiera)                                                                      | Fernando Gómez                                                                         | 106                                                                                    | 420                                                                                    | 0,25                                                                                   | 1983-1986 1987-1998                                                                    | 106 Valencia                                                                                                |
| 70 | Spagna (bandiera)                                                                      | Isidro Lángara                                                                         | 105                                                                                    | 88                                                                                     | 1,19                                                                                   | 1933-1936 1946-1948                                                                    | 105 Real Oviedo                                                                                             |
| 70 | Spagna (bandiera)                                                                      | José Eulogio Gárate                                                                    | 105                                                                                    | 230                                                                                    | 0,46                                                                                   | 1966-1977                                                                              | 105 Atlético Madrid                                                                                         |
| 70 | Bosnia ed Erzegovina (bandiera)                                                        | Meho Kodro                                                                             | 105                                                                                    | 263                                                                                    | 0,40                                                                                   | 1991-2000                                                                              | 73 Real Sociedad, 9 Barcellona, 18 Tenerife, 5 Alavés                                                       |
| 70 | Spagna (bandiera)                                                                      | Fernando Hierro                                                                        | 105                                                                                    | 497                                                                                    | 0,20                                                                                   | 1987-2003                                                                              | 3 Real Valladolid, 102 Real Madrid                                                                          |
| 74 | Spagna (bandiera)                                                                      | Hermidita*                                                                             | 104                                                                                    | 160                                                                                    | 0,65                                                                                   | 1945-1956                                                                              | 104 Celta Vigo                                                                                              |
| 74 | Paraguay (bandiera)                                                                    | Cayetano Ré*                                                                           | 104                                                                                    | 265                                                                                    | 0,39                                                                                   | 1959-1969 1970-1971                                                                    | 25 Elche, 56 Barcellona, 23 Espanyol                                                                        |
| 76 | Spagna (bandiera)                                                                      | Fernando Torres                                                                        | 103                                                                                    | 281                                                                                    | 0,37                                                                                   | 2002-2007 2015-2018                                                                    | 103 Atlético Madrid                                                                                         |
| 76 | Spagna (bandiera)                                                                      | Luis Enrique                                                                           | 103                                                                                    | 400                                                                                    | 0,26                                                                                   | 1989-2004                                                                              | 15 Sporting Gijón, 15 Real Madrid, 73 Barcellona                                                            |
| 78 | Spagna (bandiera)                                                                      | Mariano Martín                                                                         | 102                                                                                    | 119                                                                                    | 0,86                                                                                   | 1939-1947 1948-1949                                                                    | 99 Barcellona, 3 Gimnàstic                                                                                  |
| 78 | Spagna (bandiera)                                                                      | Julen Guerrero                                                                         | 102                                                                                    | 370                                                                                    | 0,27                                                                                   | 1992-2006                                                                              | 102 Athletic Bilbao                                                                                         |
| 80 | Spagna (bandiera)                                                                      | Manuel Sarabia                                                                         | 101                                                                                    | 363                                                                                    | 0,28                                                                                   | 1976-1977 1978-1991                                                                    | 83 Athletic Bilbao, 18 CD Logroñés                                                                          |
| 81 | Spagna (bandiera)                                                                      | Víctor Unamuno                                                                         | 100                                                                                    | 144                                                                                    | 0,69                                                                                   | 1928-1936 1939-1942                                                                    | 71 Athletic Bilbao, 29 Betis                                                                                |
| 81 | Paesi Bassi (bandiera)                                                                 | Roy Makaay                                                                             | 100                                                                                    | 205                                                                                    | 0,49                                                                                   | 1997-2003                                                                              | 21 Tenerife, 79 Deportivo La Coruña                                                                         |
| *  | dati discutibili, le fonti danno dati diversi. Non è possibile definire chi ha ragione | dati discutibili, le fonti danno dati diversi. Non è possibile definire chi ha ragione | dati discutibili, le fonti danno dati diversi. Non è possibile definire chi ha ragione | dati discutibili, le fonti danno dati diversi. Non è possibile definire chi ha ragione | dati discutibili, le fonti danno dati diversi. Non è possibile definire chi ha ragione | dati discutibili, le fonti danno dati diversi. Non è possibile definire chi ha ragione | dati discutibili, le fonti danno dati diversi. Non è possibile definire chi ha ragione                      |

## Classifica dei marcatori in attività
Di seguito vi è la classifica dei primi 10 marcatori che giocano nella Primera Division 2023-2024
Elenco aggiornato al 13 aprile 2025.
| Pos. | Nazione            | Nome              | Reti | Pres. | Media | Anni                          | Reti per squadra                                      |
| ---- | ------------------ | ----------------- | ---- | ----- | ----- | ----------------------------- | ----------------------------------------------------- |
| 1    | Francia (bandiera) | Antoine Griezmann | 198  | 523   | 0,38  | 2010-oggi                     | 40 Real Sociedad, 136 Atlético Madrid, 22 Barcellona  |
| 2    | Spagna (bandiera)  | Iago Aspas        | 163  | 381   | 0,43  | 2012-2013 2014-oggi           | 161 Celta Vigo, 2 Siviglia                            |
| 3    | Spagna (bandiera)  | Gerard Moreno     | 121  | 318   | 0,39  | 2014-oggi                     | 85 Villarreal, 36 Espanyol                            |
| 4    | Uruguay (bandiera) | Cristhian Stuani  | 110  | 323   | 0,33  | 2010-2015 2017-2019 2022-oggi | 8 Levante, 9 Racing Santander, 25 Espanyol, 68 Girona |
| 5    | Brasile (bandiera) | Willian Josè      | 82   | 267   | 0,31  | 2015-2024                     | 9 Las Palmas, 52 Real Sociedad, 21 Betis              |
| 6    | Ghana (bandiera)   | Inaki Williams    | 81   | 372   | 0,22  | 2014-oggi                     | 81 Athletic Bilbao                                    |
| 7    | Spagna (bandiera)  | Mikel Oyarzabal   | 80   | 308   | 0,26  | 2015-oggi                     | 80 Real Sociedad                                      |

## Classifica dei marcatori con un'unica squadra
Di seguito vi è la classifica dei 50 migliori marcatori con la maglia di un solo club.
In grassetto i giocatori che militano attualmente nella Liga e nello stesso club
Elenco aggiornato al 16 marzo 2025
| Pos.                                                                                    | Nazione                                                             | Nome                        | Reti | Pres. | Media | Anni                          | Squadra         |
| --------------------------------------------------------------------------------------- | ------------------------------------------------------------------- | --------------------------- | ---- | ----- | ----- | ----------------------------- | --------------- |
| 1                                                                                       | Argentina (bandiera)                                                | Lionel Messi                | 474  | 520   | 0,91  | 2004-2021                     | Barcellona      |
| 2                                                                                       | Portogallo (bandiera)                                               | Cristiano Ronaldo           | 311  | 292   | 1,07  | 2009-2018                     | Real Madrid     |
| 3                                                                                       | Spagna (bandiera)                                                   | Telmo Zarra                 | 251  | 277   | 0,91  | 1940-1955                     | Athletic Bilbao |
| 4                                                                                       | Francia (bandiera)                                                  | Karim Benzema               | 238  | 439   | 0,54  | 2009-2023                     | Real Madrid     |
| 5                                                                                       | Spagna (bandiera)                                                   | Raúl                        | 228  | 550   | 0,41  | 1994-2010                     | Real Madrid     |
| 6                                                                                       | Argentina (bandiera) · Spagna (bandiera)                            | Alfredo Di Stéfano          | 216  | 282   | 0,77  | 1953-1964                     | Real Madrid     |
| 7                                                                                       | Spagna (bandiera)                                                   | César                       | 190  | 287   | 0,66  | 1942-1954                     | Barcellona      |
| 8                                                                                       | Spagna (bandiera)                                                   | Mundo                       | 186  | 210   | 0,89  | 1939-1950                     | Valencia        |
| 8                                                                                       | Spagna (bandiera)                                                   | Santillana                  | 186  | 461   | 0,40  | 1971-1988                     | Real Madrid     |
| 10                                                                                      | Spagna (bandiera)                                                   | Juan Arza*                  | 182  | 349   | 0,52  | 1943-1959                     | Siviglia        |
| 11                                                                                      | Spagna (bandiera)                                                   | Quini                       | 165  | 344   | 0,48  | 1970-1976 1977-1980 1984-1987 | Sporting Gijón  |
| 12                                                                                      | Messico (bandiera)                                                  | Hugo Sánchez                | 164  | 207   | 0,79  | 1984-1992                     | Real Madrid     |
| 13                                                                                      | Spagna (bandiera)                                                   | Iago Aspas                  | 161  | 362   | 0,44  | 2012-2013 2015-oggi           | Celta Vigo      |
| 14                                                                                      | Ungheria (bandiera) · Spagna (bandiera)                             | Ferenc Puskás               | 156  | 180   | 0,87  | 1958-1967                     | Real Madrid     |
| 15                                                                                      | Spagna (bandiera)                                                   | Adrián Escudero*            | 150  | 287   | 0,52  | 1945-1958                     | Atlético Madrid |
| 16                                                                                      | Spagna (bandiera)                                                   | Dani*                       | 147  | 333   | 0,43  | 1945-1958                     | Athletic Bilbao |
| 17                                                                                      | Uruguay (bandiera)                                                  | Luis Suárez                 | 144  | 191   | 0,75  | 2014-oggi                     | Barcellona      |
| 18                                                                                      | Spagna (bandiera)                                                   | Juan Araújo Pino*           | 139  | 207   | 0,67  | 1945-1956                     | Siviglia        |
| 19                                                                                      | Spagna (bandiera)                                                   | José Luis Panizo            | 136  | 326   | 0,42  | 1939-1955                     | Athletic Bilbao |
| 19                                                                                      | Francia (bandiera)                                                  | Antoine Griezmann           | 136  | 305   | 0,44  | 2014-2019 2021-oggi           | Atlético Madrid |
| 21                                                                                      | Spagna (bandiera)                                                   | Jesús María Satrústegui     | 132  | 294   | 0,45  | 1973-1986                     | Real Sociedad   |
| 22                                                                                      | Cecoslovacchia (bandiera) · Ungheria (bandiera) · Spagna (bandiera) | László Kubala               | 131  | 186   | 0,70  | 1950-1961                     | Barcellona      |
| 23                                                                                      | Spagna (bandiera)                                                   | Raúl Tamudo                 | 129  | 340   | 0,38  | 1996-1998 1999-2010           | Espanyol        |
| 24                                                                                      | Spagna (bandiera)                                                   | Eneko Arieta*               | 127  | 243   | 0,52  | 1951-1966                     | Athletic Bilbao |
| 25                                                                                      | Spagna (bandiera)                                                   | Francisco Gento             | 126  | 427   | 0,30  | 1953-1971                     | Real Madrid     |
| 26                                                                                      | Spagna (bandiera)                                                   | Pirri                       | 124  | 418   | 0,30  | 1964-1980                     | Real Madrid     |
| 27                                                                                      | Spagna (bandiera)                                                   | Luis Aragonés               | 123  | 265   | 0,46  | 1964-1975                     | Atlético Madrid |
| 27                                                                                      | Spagna (bandiera)                                                   | Emilio Butragueño           | 123  | 341   | 0,36  | 1983-1995                     | Real Madrid     |
| 29                                                                                      | Spagna (bandiera)                                                   | Francisco Campos Salamanca* | 120  | 193   | 0,62  | 1940-1948                     | Atlético Madrid |
| 29                                                                                      | Spagna (bandiera)                                                   | Agustín Gaínza*             | 120  | 381   | 0,31  | 1940-1959                     | Athletic Bilbao |
| 31                                                                                      | Spagna (bandiera)                                                   | Aritz Aduriz                | 118  | 316   | 0,43  | 2002-2003 2005-2008 2012-2020 | Athletic Bilbao |
| 31                                                                                      | Spagna (bandiera)                                                   | Amancio                     | 118  | 344   | 0,34  | 1962-1976                     | Real Madrid     |
| 33                                                                                      | Spagna (bandiera)                                                   | Herrerita*                  | 117  | 213   | 0,55  | 1933-1936 1940-1950           | Real Oviedo     |
| 34                                                                                      | Argentina (bandiera)                                                | Mario Kempes                | 116  | 184   | 0,63  | 1976-1981 1982-1984           | Valencia        |
| 34                                                                                      | Spagna (bandiera)                                                   | Ismael Urzaiz               | 116  | 366   | 0,32  | 1996-2007                     | Athletic Bilbao |
| 36                                                                                      | Brasile (bandiera)                                                  | Waldo*                      | 115  | 216   | 0,53  | 1961-1970                     | Valencia        |
| 36                                                                                      | Spagna (bandiera)                                                   | Rafael Marañón*             | 115  | 261   | 0,44  | 1974-1983                     | Espanyol        |
| 38                                                                                      | Spagna (bandiera)                                                   | Pahiño                      | 111  | 124   | 0,89  | 1948-1953                     | Real Madrid     |
| 39                                                                                      | Spagna (bandiera)                                                   | Guillermo Gorostiza         | 110  | 140   | 0,78  | 1929-1936 1939-1940           | Athletic Bilbao |
| 40                                                                                      | Camerun (bandiera)                                                  | Samuel Eto'o                | 108  | 144   | 0,75  | 2004-2009                     | Barcellona      |
| 40                                                                                      | Spagna (bandiera)                                                   | José Luis Artetxe           | 108  | 276   | 0,39  | 1950-1965                     | Athletic Bilbao |
| 42                                                                                      | Spagna (bandiera)                                                   | Bata                        | 107  | 118   | 0,91  | 1929-1936                     | Athletic Bilbao |
| 42                                                                                      | Spagna (bandiera)                                                   | David Villa                 | 107  | 166   | 0,64  | 2005-2010                     | Valencia        |
| 42                                                                                      | Argentina (bandiera)                                                | Gonzalo Higuaín             | 107  | 190   | 0,56  | 2006-2013                     | Real Madrid     |
| 45                                                                                      | Spagna (bandiera)                                                   | Fernando Gómez              | 106  | 420   | 0,25  | 1983-1986 1987-1998           | Valencia        |
| 46                                                                                      | Spagna (bandiera)                                                   | Isidro Lángara              | 105  | 88    | 1,19  | 1933-1936 1946-1948           | Real Oviedo     |
| 46                                                                                      | Spagna (bandiera)                                                   | José Eulogio Gárate         | 105  | 230   | 0,46  | 1966-1977                     | Atlético Madrid |
| 48                                                                                      | Spagna (bandiera)                                                   | Hermidita*                  | 104  | 160   | 0,65  | 1945-1956                     | Celta Vigo      |
| 49                                                                                      | Spagna (bandiera)                                                   | Fernando Torres             | 103  | 281   | 0,37  | 2002-2007 2015-2018           | Atlético Madrid |
| 50                                                                                      | Spagna (bandiera)                                                   | Julen Guerrero              | 102  | 370   | 0,27  | 1992-2006                     | Athletic Bilbao |
| 50                                                                                      | Spagna (bandiera)                                                   | Fernando Hierro             | 102  | 439   | 0,23  | 1989-2003                     | Real Madrid     |
| 52                                                                                      | Spagna (bandiera)                                                   | Roberto López Ufarte        | 101  | 363   | 0,28  | 1975-1987                     | Real Sociedad   |
| *dati discutibili, le fonti danno dati diversi. Non è possibile definire chi ha ragione |                                                                     |                             |      |       |       |                               |                 |

## Classifica per numero di marcature multiple realizzate

### Doppiette
Di seguito vi è la classifica dei calciatori con il maggior numero di doppiette segnate.
- In grassetto i giocatori che militano attualmente nella Liga e nello stesso club

Elenco aggiornato al 2 maggio 2021
| Pos. | Nazione                                  | Nome               | Doppiette | Squadra               |
| ---- | ---------------------------------------- | ------------------ | --------- | --------------------- |
| 1    | Argentina (bandiera)                     | Lionel Messi       | 133       | Barcellona            |
| 2    | Portogallo (bandiera)                    | Cristiano Ronaldo  | 85        | Real Madrid           |
| 3    | Spagna (bandiera)                        | Telmo Zarra        | 76        | Athletic Bilbao       |
| 4    | Argentina (bandiera) · Spagna (bandiera) | Alfredo Di Stéfano | 54        | Real Madrid, Espanyol |
| 5    | Spagna (bandiera)                        | Edmundo Suárez     | 51        | Valencia              |

### Triplette
Di seguito vi è la classifica dei calciatori con il maggior numero di triplette segnate.
- In grassetto i giocatori che militano attualmente nella Liga e nello stesso club

Elenco aggiornato al 22 febbraio 2020
| Pos. | Nazione                                  | Nome               | Triplette | Squadra               |
| ---- | ---------------------------------------- | ------------------ | --------- | --------------------- |
| 1    | Argentina (bandiera)                     | Lionel Messi       | 36        | Barcellona            |
| 2    | Portogallo (bandiera)                    | Cristiano Ronaldo  | 34        | Real Madrid           |
| 3    | Spagna (bandiera)                        | Telmo Zarra        | 22        | Athletic Bilbao       |
| 3    | Argentina (bandiera) · Spagna (bandiera) | Alfredo Di Stéfano | 22        | Real Madrid, Espanyol |
| 5    | Spagna (bandiera)                        | Edmundo Suárez     | 19        | Valencia              |

## Maggior numero di gol in un campionato
- In grassetto i giocatori che militano attualmente nella Liga
- Sono segnati i calciatori che hanno segnato almeno 38 gol in un campionato.

Elenco aggiornato al 23 maggio 2015.
| Rank | Naz.                  | Nome              | Campionato | Squadra         | Gol | Partite | Media gol | Pichichi |
| ---- | --------------------- | ----------------- | ---------- | --------------- | --- | ------- | --------- | -------- |
| 1    | Argentina (bandiera)  | Lionel Messi      | 2011-2012  | Barcellona      | 50  | 37      | 1,351     | Si       |
| 2    | Portogallo (bandiera) | Cristiano Ronaldo | 2014-2015  | Real Madrid     | 48  | 35      | 1,371     | Si       |
| 3    | Argentina (bandiera)  | Lionel Messi      | 2012-2013  | Barcellona      | 46  | 32      | 1,437     | Si       |
| 3    | Portogallo (bandiera) | Cristiano Ronaldo | 2011-2012  | Real Madrid     | 46  | 38      | 1,211     | No       |
| 4    | Argentina (bandiera)  | Lionel Messi      | 2014-2015  | Barcellona      | 43  | 38      | 1,131     | No       |
| 5    | Portogallo (bandiera) | Cristiano Ronaldo | 2010-2011  | Real Madrid     | 40  | 34      | 1,177     | Si       |
| 5    | Uruguay (bandiera)    | Luis Suárez       | 2015-2016  | Barcellona      | 40  | 35      | 1,142     | Si       |
| 6    | Spagna (bandiera)     | Telmo Zarra       | 1950-1951  | Athletic Bilbao | 38  | 30      | 1,267     | Si       |
| 6    | Messico (bandiera)    | Hugo Sánchez      | 1989-1990  | Real Madrid     | 38  | 35      | 1,086     | Si       |

## Record
- Il calciatore spagnolo con il maggior numero di gol realizzati è Telmo Zarra, con 251 centri.
- Il calciatore straniero con il maggior numero di gol realizzati è Lionel Messi, primo anche nella classifica generale, con 474 centri.
- Il calciatore con il maggior numero di gol realizzati con la stessa squadra è Lionel Messi, che conta 474 centri con la maglia del Barcellona.
- Il calciatore con il maggior numero di gol realizzati in una singola stagione è Lionel Messi, che mise a segno 50 reti nel 2011-2012.
- Lionel Messi, all'età di 25 anni e 218 giorni, è diventato il calciatore più giovane a raggiungere quota 200 nella graduatoria.
- Julio Salinas è il calciatore presente in classifica ad aver marcato con il maggior numero di club avendo segnato per sei squadre diverse.
- Isidro Lángara è il calciatore con la miglior media gol: 1,16. L'unico altro giocatore ad aver una media superiore a un gol a partita è Cristiano Ronaldo (1,06).
- Isidro Lángara è il calciatore che ha raggiunto quota 100 gol con il minor numero di presenze, 82, seguito da Cristiano Ronaldo, che ha tagliato il traguardo dopo 92 incontri disputati.
- Cristiano Ronaldo è il calciatore che ha raggiunto quota 200 gol con il minor numero di presenze, 178.
- Cristiano Ronaldo è il calciatore che ha raggiunto quota 300 gol con il minor numero di presenze, 286.
- Lionel Messi è il calciatore che ha raggiunto quota 400 gol con il minor numero di presenze, 435.
- Hugo Sánchez è l'unico calciatore in classifica ad aver segnato almeno un gol per più di due club appartenenti alla stessa città (Madrid).
- Nessun calciatore è mai riuscito a segnare almeno 100 gol con due club diversi, Guillermo Gorostiza è il calciatore che è andato più vicino a questa impresa avendo segnato 106 gol con l'Athletic Bilbao e 72 con il Valencia.
- Sono 80 i calciatori con oltre 100 gol segnati, mentre sono 24 quelli con almeno 150 realizzazioni di cui 10 hanno raggiunto quota 200, tre 250, due 300 e uno 400 e 450.